# Adcash
Adcash — рекламная платформа с центральным офисом в Таллине, Эстонии. Создав сеть из более 100 000 веб-сайтов и мобильных приложений, платформа Adcash распространяет рекламные сообщения сотням миллионов уникальных пользователей каждый день.
Adcash сотрудничает с многими международными компаниями со всего мира, наиболее крупными клиентами являются компании по разработке онлайн игр и развлечений. Сеть Adcash охватывает 249 регионов и стран всего мира.

## История
Компания Adcash была создана в 2007 году Томасом Падовани (Thomas Padovani), соучредителем и владельцем Webinfluence Group AS. Падовани родом из Франции, он приехал в Эстонию, чтобы создать новую компанию — Adcash, которой в самом начале он управлял из кухни своей квартиры в Таллине. Компания была создана с нуля без прямых инвестиций, а первые контракты были подписаны в результате прямых контактов с потенциальными клиентами.
В 2011 году рекламная сеть Adcash была отделена в компанию Adcash OÜ, но остается дочерним предприятием Webinfluence Group AS. Adcash сейчас имеет офисы в Эстонии, Болгарии, Испании и Франции.
В 2012 году оборот компании составил 11,7 миллионов евро, далее последовал рост до 25 миллионов в 2013 году.

## Признание
Arcticstartup.com в 2013 году назвал Adcash одним из крупных и привлекательных стартапов Эстонии.
Factsnfakes.in поставил Adcash на 4 место в рейтинге «Топ 10 рекламных сетей для веб-сайтов».
Основатель и генеральный директор Adcash Томас Падовани был номинирован и входил в список 5 финалистов премии «Предприниматель 2013 года Эстонии».
В 2015 году Adcash получил 2 награды от фонда содействия развитию предпринимательства Эстонии.
- Инноватор года
- Наиболее конкурентоспособное предприятие малого и среднего бизнеса

Награда «Инноватор года» была получена благодаря современной платформе самообслуживания для рекламодателей, созданной Adcash. Платформа позволяет рекламодателям задавать наиболее подходящую для своей рекламной кампании аудиторию, используя простой интерфейс и задавая необходимые параметры.